# Krajina (Zajíc)
Krajina (Zajíc) (francouzsky Paysage (Le Lièvre)) je obraz, který vytvořil Joan Miró na podzim roku 1927. Nachází se ve sbírkách Guggenheimova muzea v New Yorku (číslo 57.1459). Obraz byl vystaven i v Praze na výstavě Poklady moderního umění ze sbírek Guggenheimovy nadace, která proběhla v Národní galerii v Praze, Šternberském paláci v listopadu a prosinci 1988.